# Bette Porter
Pour les articles homonymes, voir Porter.
Bette Porter est un personnage fictif créé par Ilene Chaiken pour la série télévisée The L Word. Elle est interprétée par l'actrice Jennifer Beals. Elle apparaît dans toutes les saisons de la série, de la 1re à la 6e.

## Biographie
Bette est une femme ambitieuse et passionnée, extrêmement impliquée dans sa carrière professionnelle. Elle est directrice d'un musée d'art moderne du centre de Los Angeles. On l'y verra mener avec acharnement l'organisation de l'exposition "Provocation", dont le sujet explosif entraînera de multiples péripéties. Finalement licenciée, elle deviendra doyenne du département d'art d'une université et enfin associée d'une galerie d'art.
Bette vit également une profonde histoire d'amour avec Tina Kennard qui partage sa vie depuis 7 ans. Toutes deux veulent fonder une famille en ayant un enfant. Elles vont d'abord recourir à l'insémination artificielle… Tina finit par tomber enceinte et accouche d'Angelica.
Bette possède un caractère fortement dominateur dans tous les domaines de sa vie. Elle en pâtit parfois dans le domaine amoureux (avec Tina, puis avec Jodi, artiste qu'elle rencontre à l'université où elle travaille).

## Saison 1
La saison 1 met en scène Bette et Tina comme un couple solide dans le groupe de lesbienne. Elles vivent ensemble et sont un modèle pour leurs copines. Bette est la première copine de Tina. Au début de la saison, il semble quand même y avoir des problèmes. Et alors que les deux femmes cherchent à avoir un enfant, on apprend qu'elle ne font plus l'amour. La carrière montante de Bette semble également être un obstacle dans le couple. Tina a renoncé à sa propre carrière pour être avec Bette. Alors que Tina est enfin enceinte, c'est le père de Bette qui pose problème. Celui-là ne veut pas voir la relation entre les deux femmes, et encore moins reconnaître le bébé que porte Tina.
Avec sa sœur Kit, une alcoolique qui essaye de s'en sortir, Bette a quelques différends. Mais elle va peu à peu se rapprocher d'elle. Lorsque Tina va faire une fausse couche, Bette est bouleversée. À la suite de ce choc, Tina cherche du travail dans une œuvre de bienfaisance. Mais le boulot de Bette et celui de Tina, lui font passer de moins en moins de temps ensemble. Dans le même temps, le CAC engage une charpentière lesbienne. Bette est irrémédiablement attirée par elle. Elle va tenter de résister à cette attraction, mais finira par avoir des relations sexuelles avec elle. Tina va découvrir ce qui se passe entre les deux femmes lors d'une soirée. Alors que Bette tente de se rapprocher de Tina, celle-ci décide de déménager.

## Saison 2
Dans la deuxième saison, Bette est désespérée. Elle cherche à se faire pardonner auprès de Tina, et accepte de ne plus revoir Candace. À son travail, la tension monte. Elle va chercher à avoir une subvention de la part de Helena Peabody, mais celle-ci ne fait pas attention à elle, et va se rapprocher de Tina. Cette même Helena siègera au conseil des gouverneurs du CAC, ce qui va mettre Bette en colère et mal à l'aise. Du côté des amies, Alice a proposé à Tina de venir habiter chez elle. Bette se sent alors trahie. Lorsque Tina commence à sortir avec Helena, le groupe de filles se rallient autour de Bette. 
Dans un autre temps, Tina retombe enceinte et veut garder l'enfant. Mais elle le cache à Bette. Pendant ce temps, Melvin, le père de Bette est mourant d'un cancer de la prostate. Bette va donc décidé de s'occuper de son père et de le ramener chez elle. Cette expérience va la rapprocher peu à peu de Tina. De son côté, Tina se sent piégée dans sa relation avec Helena et décide de se rapprocher de Bette. 
Après la mort de Melvin, Bette accuse en plus la perte de son emploi. Furieuse et bouleversée, Bette continue de chercher du réconfort auprès de Tina, dans leur relation améliorée. Elle va ensuite s'occuper à aider Kit à gérer le Planet. À la fin de la saison, Tina accouche de leur fille, qu'elles appellent Angelica, et choisit Bette à Helena, et lui demande de réemménager.

## Saison 3
Dans la troisième saison, qui se déroule six mois après la fin de la deuxième saison, Bette et Tina subissent le stress d'élever Angelica, leur fille. Le chômage de Bette, et le retour au travail de Tina envenime les choses. Tina décide de travailler dans un studio de cinéma avec Helena. La relation entre Bette et Tina va se terminer parce que Tina ressent de l'attirance pour un homme. Plus tard, Tina se met en couple avec Henry, un père divorcé. Bette va alors décider de s'exiler dans un monastère bouddhiste pour réfléchir sur sa vie. Mais elle va vite laisser tomber. En rentrant, elle décide d'engager un avocat pour faire valoir ses droits sur sa fille. Elle veut demander la garde exclusive car elle ne veut pas qu'Angelica soit élevée dans le modèle de famille blanche hétérosexuelle, et croit que sa fille serait mieux avec elle car toutes les deux sont métis. Cependant, alors que la situation s'apaise entre Bette et Tina, celle-ci l'apprend et devient furieuse. 
À la fin de la saison, lors du mariage de Shane et Carmen, lorsque Tina décide de faire un procès contre Bette, celle-ci décide d'enlever Angelica pour la garder avec elle.

## Saison 4
Dans la quatrième saison, Bette ramène Angelica à Tina qui réagit très mal. Peu après elle devient la doyenne de l'art à l'Université de Californie. Sa patronne, Phyllis, lui avoue qu'elle est lesbienne. Plus tard, elle fréquentera Alice, ce qui mettra Bette mal à l'aise. 
Tout en travaillant à l'école, elle commence une liaison avec une de ses élèves, Nadia. Mais Bette va vite y mettre un terme. C'est seulement ensuite, qu'elle va rencontrer Jodi Lerner, une sculptrice qui a commencé des cours à l'université. Elle est sourde et se déplace avec un interprète. Elle va commencer à coucher avec elle et ressentir des sentiments pour cette femme. Pendant ce temps, Tina va quand même avouer à Bette qu'elle l'aime toujours et qu'elle s'ennuie dans sa relation avec Henry. Lorsqu'elle va se rendre compte de la relation entre son ex et Jodi, Tina va regretter d'être partie. 
Les deux femmes vont ensuite se disputer sur le sujet de savoir s'il faut dire ou pas à Kit que son copain l'a trompé. À la suite d'une soirée, où Bette va se disputer avec sa sœur à propos de l'alcool, c'est au tour de Jodi et Bette de se disputer. Jodi ne veut pas que Bette la contrôle, la gère. Elle va décider de partir et accepte un emploi à New York. Dans le dernier épisode de la saison, Bette vient jusqu'à Jodi pour lui offrir un magnifique cadeau et lui demande de rester avec elle.

## Saison 5
Dans la cinquième saison, Bette et Jodi forment un couple parfait. Mais les problèmes vont vite réapparaître. Jodi va demander à Bette de l'accompagner à un chalet avec ses amis. Mais celle-ci semble contrariée par les activités proposées. 
Bien que Bette continue sa relation avec Jodi, elle se rapproche de Tina. Elle ne sait pas exactement ce qu'elle fait et si elle veut plus que la relation sexuelle qu'elle a avec son ex. Alors que Tina commence à flirter avec Sam, une femme qui travaille sur le projet Lez Girls, Bette montre de la jalousie. À cause de ça, Bette va se disputer avec Jodi. Bette va alors avouer à Jodi qu'elle est amoureuse de Tina mais Bette tourne le dos à Jodi qui ne sera donc pas au courant .  
Dans un épisode, Bette et Tina se trouve bloquée dans l'ascenseur. Elles en profiteront pour discuter et Bette avoue à Tina qu'elle l'aime encore. Elle lui annonce également qu'elle compte le dire à Jodi après la course de vélo. À cette époque, Jodi a démissionné de l'université à cause d'un accident. 
Pendant la course, le groupe de filles jouent à « Je n'ai jamais ». Pendant cette partie, Jodi apprend que Bette l'a trompé avec Tina, ce qui l'a met en colère et elle quitte la course. Après avoir appris la vérité, Jodi va tout faire pour récupérer Bette. Mais la jeune femme lui dira que c'est peine perdue parce que son véritable amour est Tina. Jodi l'accepte, mais elle ne parlera plus à Bette.
Parallèlement, Bette et Tina reforment leur couple. Pendant la soirée de présentation de Lez Girls, le couple sera admiré par toutes leurs amies.

## Saison 6
Dans la saison 6, Bette et Tina envisagent d'avoir un autre enfant par le biais d'une mère porteuse. Pour préparer cette nouvelle venue, le couple décide d'agrandir la maison. Elle décide de rencontrer Marci dans le Nevada qui est d'accord pour donner son enfant au couple de lesbienne. Mais l'avocat Joyce les avertit que l'adoption ne peut pas se faire dans les règles, car l'adoption pour les couples du même sexe n'est pas légale dans le Nevada. Cette contrainte va conduire Bette et Tina à abandonner la démarche. Mais les deux femmes vont ensuite décider de recourir à une autre solution, et décide d'accueillir Marci à Los Angeles jusqu'à son accouchement. Cependant, la jeune femme ne viendra pas. 
En parallèle, Bette demande à Jodi de démissionner parce que cela ne peut plus fonctionner entre les deux femmes. Mais Phyllis, voulant garder Jodi jugeant qu'elle est parfaite pour l'image de l'université, demande à Bette de démissionner. Une fois la chose faite, la directrice va faire des avances à Bette, que cette dernière refusera. Dans le même temps, Bette retrouve une ancienne colocataire, Kelly. Les deux femmes vont ouvrir une galerie ensemble. Bien que Bette ait eu de forts sentiments pour Kelly au collège, elle respecte aujourd'hui ses engagements avec Tina et ne cède pas aux avances de son ancienne colocataire. Elles resteront quand même en bons termes. Quand Kelly se rend chez Bette pour boire un verre, Jenny pense voir les deux femmes faire l'amour, ce qui n'est pas le cas. Jenny menacera alors Bette de tout raconter à Tina. 
Parallèlement, Tina obtient une offre d'emploi à New York. Après en avoir discuté, les deux femmes décident de partir pour un nouveau départ. Bette est heureuse de partir parce qu'elle trouve la sphère lesbienne de Los Angeles trop étouffante. Les deux femmes organiseront une soirée pour leur départ. C'est pendant cette soirée que le corps de Jenny sera découvert dans la piscine.

## Apparition du personnage par épisode
| Bette Porter | Bette Porter | Bette Porter | Bette Porter | Bette Porter | Bette Porter | Bette Porter | Bette Porter | Bette Porter | Bette Porter | Bette Porter | Bette Porter | Bette Porter |
| Saison 1     | Saison 1     | Saison 1     | Saison 1     | Saison 1     | Saison 1     | Saison 1     | Saison 1     | Saison 1     | Saison 1     | Saison 1     | Saison 1     | Saison 1     |
| ------------ | ------------ | ------------ | ------------ | ------------ | ------------ | ------------ | ------------ | ------------ | ------------ | ------------ | ------------ | ------------ |
| 01           | 02           | 03           | 04           | 05           | 06           | 07           | 08           | 09           | 10           | 11           | 12           | 13           |
| Oui          | Oui          | Oui          | Oui          | Oui          | Oui          | Oui          | Oui          | Oui          | Oui          | Oui          | Oui          | Oui          |
| Saison 2     |              |              |              |              |              |              |              |              |              |              |              |              |
| 01           | 02           | 03           | 04           | 05           | 06           | 07           | 08           | 09           | 10           | 11           | 12           | 13           |
| Oui          | Oui          | Oui          | Oui          | Oui          | Oui          | Oui          | Oui          | Oui          | Oui          | Oui          | Oui          | Oui          |
| Saison 3     |              |              |              |              |              |              |              |              |              |              |              |              |
| 01           | 02           | 03           | 04           | 05           | 06           | 07           | 08           | 09           | 10           | 11           | 12           |              |
| Oui          | Oui          | Oui          | Oui          | Oui          | Oui          | Oui          | Oui          | Oui          | Oui          | Oui          | Oui          |              |
| Saison 4     |              |              |              |              |              |              |              |              |              |              |              |              |
| 01           | 02           | 03           | 04           | 05           | 06           | 07           | 08           | 09           | 10           | 11           | 12           |              |
| Oui          | Oui          | Oui          | Oui          | Oui          | Oui          | Oui          | Oui          | Oui          | Oui          | Oui          | Oui          |              |
| Saison 5     |              |              |              |              |              |              |              |              |              |              |              |              |
| 01           | 02           | 03           | 04           | 05           | 06           | 07           | 08           | 09           | 10           | 11           | 12           |              |
| Oui          | Oui          | Oui          | Oui          | Oui          | Oui          | Oui          | Oui          | Oui          | Oui          | Oui          | Oui          |              |
| Saison 6     |              |              |              |              |              |              |              |              |              |              |              |              |
| 01           | 02           | 03           | 04           | 05           | 06           | 07           | 08           |              |              |              |              |              |
| Oui          | Oui          | Oui          | Oui          | Oui          | Oui          | Oui          | Oui          |              |              |              |              |              |